# La valle del Minotauro
La valle del minotauro (The land of the Minotaur) è un film del 1976 diretto da Kostas Karagiannis.
Pellicola dell'orrore britannica co-prodotta con la Grecia. In Inghilterra fu distribuita una versione di 94 minuti dal titolo The Devil's Men.

## Trama
Alcuni turisti inglesi, giunti nell'isola di Creta per una vacanza, vengono rapiti da una locale setta, dedita al culto e all'adorazione di Minosse. La setta pratica anche sacrifici umani e, per questo compito, è solita utilizzare bambini al caso plagiati ed istruiti come killer. Un sacerdote del luogo, avvertito dell'accaduto per tramite di alcuni compagni dei rapiti, cerca di intervenire per salvare i turisti inglesi ma, nella zona d'azione, dilaga un grande clima di omertà.

## Distribuzione
Per il mercato greco fu scelto il titolo I maska tou Diavolou.